# Evangelische Jugend

Das Kreuz auf der Weltkugel ist das Logo der Arbeitsgemeinschaft der Evangelischen Jugend

Als Evangelische Jugend bezeichnet man Kinder- und Jugendarbeit in der Evangelischen Kirche.
„Mitglied“ sind automatisch alle evangelisch Getauften im entsprechenden Alter. In Deutschland wird die Evangelische Jugend bundesweit von der Arbeitsgemeinschaft der Evangelischen Jugend (aej) als Jugendverband vertreten. In diesem Verband, der als Ansprechpartner von Politik und Kirche auftritt, sind landeskirchliche und eigenständige Verbände spezieller Ausrichtung organisiert, wie evangelische Pfadfinder (beispielsweise des CPD oder des VCP), des Jugendverbandes Entschieden für Christus (EC) oder der überkonfessionelle Christliche Verein Junger Menschen (CVJM).
Finanziert von den jeweiligen Landeskirchen, hat die Evangelische Jugend eine eigenständige Struktur. Neben der hauptamtlichen Entscheidungsstruktur existiert eine ehrenamtliche, demokratische Struktur innerhalb des Verbandes. Die Evangelische Jugend äußert sich gelegentlich eigenständig zu politischen und gesellschaftlichen Themen, speziellen innerkirchlichen Themen oder zu Lokalthemen.
Das Kreuz auf der Weltkugel ist seit 1935 das Zeichen der Evangelischen Jugend.

## Inhaltliche Ausrichtung
Die inhaltliche Arbeit in der Evangelischen Jugend ist vielfältig und unterschiedlich motiviert. Neben Kinder- und Jugendgruppen, die sich mit dem Glauben und seiner Anwendung beschäftigen, existieren viele sportliche oder freie Angebote, die vergleichbar sind mit kommunaler Jugendarbeit. Hierzu gehört auch die Durchführung von Ferienfreizeiten. Die Ausbildung von Jugendlichen zu Jugendleitern bewirkt die Auseinandersetzung mit Verantwortlichkeit, Ideensuche und sozialem Engagement.

## Geschichte
Vorläufer von protestantischer Jugendbewegung gab es in Schlesien in den Jahren 1707 bis 1742 mit den Betenden Kindern. 1742 wurde die Bewegung administratisch verboten. Die Wurzeln der Evangelischen Jugend liegen in sozialer Fürsorge für Kinder und Jugendliche in Not im 19. Jahrhundert (Diakonie, Mission) und wurden durch die jugendlichen Reformbewegungen zu Beginn des 20. Jahrhunderts beeinflusst. Gemeinsame Aktivitäten wie Sport, Wandern und für seinen Glauben einzutreten, waren die Ziele der Gründung.
Wie auch die Wandervogelbewegung, Parteijugend-Verbände oder die Gewerkschaftsjugend wurde sie in der Zeit des Nationalsozialismus in die Hitler-Jugend zwangsweise eingegliedert und als Eigenverband verboten.
Nach dem Krieg durch den Eisernen Vorhang getrennt, entstanden in DDR und Bundesrepublik Deutschland Jugendgruppen, die sich oft den Namen Junge Gemeinde gaben.

### Ostdeutschland
In Ostdeutschland war die Junge Gemeinde ein Platz, der nicht staatlich vereinnahmt war und somit Raum auch für freie und oppositionelle Gedanken ermöglichte. Zeichen der Evangelischen Jugend wurden verboten. Viele ostdeutsche Politiker und Dissidenten hatten Kontakt zur Evangelischen Jugend.
Im Gebiet der DDR versuchen sich nach 1945 die vor 1933 bestehenden Verbände zu reorganisieren. Die evangelischen Verbände – unter anderem Jungmännerwerk, Mädchenwerk, Schülerarbeit – bildeten sich wieder. Eine Organisation als Verein war aber in der Sowjetischen Besatzungszone durch die Militäradministration nicht erlaubt. Deshalb arbeiten sie eng mit der Kirche zusammen und konstituieren sich als „Werk der Kirche“. Lediglich in Thüringen war es in den Wirren der Anfangsjahre gelungen, das Jungmännerwerk als Verein einzutragen. Aber auch die gemeindliche Jugendarbeit versteht sich als zur Kirche gehörender Verband: Die „Junge Gemeinde“, und die teilweise feierliche Verleihung des „Kugelkreuzes“ als Abzeichen ist faktisch Aufnahme in den Verband. Die bald in allen Landeskirchen gebildeten „Jugendkammern“ und die eingesetzten Landesjugendpfarrer bilden die strukturelle Vernetzung mit der Kirchenleitung.
Zugleich fasste aber der Gedanke einer großen Gemeinschaft der Jugend, eine gemeinsame Jugendorganisation ohne Unterschiede von Parteien und Konfessionen, Raum. Bereits Anfang 1946 gab es Gespräche, Ende Februar wird die Zulassung der „Freien Deutschen Jugend“ (FDJ) bei der Sowjetischen Militäradministration (SMA) beantragt. Die Gründungsurkunde vom 26. Februar 1946 war auch von Oswald Hanisch für die evangelische und Robert Lange für die katholische Kirche unterschrieben worden, trotz der schon damals in Einzelfällen vorgekommenen Beeinträchtigungen oder gar Verbote kirchlicher Veranstaltungen. Während des 2. Parlamentes 1947 in Meißen gehörte ein großer Ökumenischer Gottesdienst zum Programm, der auch von Nichtchristen besucht wurde. Aber die Politik der „Gruppe Ulbricht“ brachte es mit sich, dass sich schon 1948 die „bürgerlichen“ Parteien, und beim FDJ-Parlament 1949 in Leipzig auch die Kirchen offiziell zurückzogen. Die kirchliche Jugendarbeit sollte sich als Sparte „Arbeitsgemeinschaft Religion“ unter einer SED-bestimmten Jugendorganisation, ähnlich wie die CDU in der „Nationalen Front“, eingliedern, das war die Politik von Erich Honecker (damals FDJ-Vorsitzender), Hermann Axen und Margot Feist (später Honecker). Aber die Kirchen bestanden auf ihrer Eigenständigkeit. Es folgte der erste harte Konflikt mit der DDR-Regierung, die von nun an nur den „einheitlichen Jugendverband“ postulierten. Der Konflikt sollte die ganzen Jahre des Bestehens der DDR anhalten. 1953 die Verfolgung der Jungen Gemeinde als „Tarnorganisation für Kriegshetze, Sabotage und Spionage im USA-Auftrag“, die Verfolgung der Rüstzeit(Freizeitfahrten)arbeit in den 1960er-Jahren, die ab den 1970ern beginnenden Auseinandersetzungen um „Offene Arbeit“ und den Einsatz für „Frieden, Gerechtigkeit und Bewahrung der Schöpfung“.
Damit waren die kirchlichen die einzigen Verbände, die nicht integriert wurden, evangelische „Junge Gemeinde“, „Jungmännerwerk“ und weitere „Werke“, katholische „Pfarrjugend“ mit verschiedenen Verbänden. Die anderen Jugendzusammenschlüsse waren bis Anfang der 1950er-Jahre in die Pionier- und FDJ-Organisationen als einheitlicher Jugendverband integriert – wieder notfalls zwangsweise. Diese Jugendarbeit war unmittelbar mit der Schule verflochten, vieles lief als „Arbeitsgemeinschaft“ in schulischen Räumen, seltener wurde über die Schule in anderswo stattfindende Gruppen des „DTSB“ (Deutscher Turn- und Sportbund der DDR), der „GST“ (Gesellschaft für Sport und Technik) u. a. vermittelt.
Die Evangelische Jugend wurde aber in die Institutionen Kirche (Jugendpfarramt, Jungmännerwerk, Seelsorgeamt) eingebaut. Die Kirche ist „schützendes Dach“ und „ordnende Hand“ zugleich. Ein verbandliches Verständnis ging so verloren, zumal die Kirchen ihre Jugendgruppen als „Sammlung der bekennenden Jugend“ verstanden und keine Mitgliedsbeiträge oder ähnliches erhoben, auch wenn Mit-, oft sogar Selbstbestimmung der Gruppen prägend bleibt, nicht zuletzt aufgrund der Tatsache, dass die Freiwilligkeit der Teilnahme systembestimmend war.
Auch hier ist anfangs das Milieu Nährboden der Arbeit. Die in der zweiten Hälfte der 1950er Jahre forcierte Jugendweihe als Gegenveranstaltung zur Konfirmation, die Verbote und Strafen bei Rüstzeiten in den 1960er-Jahren usw., überhaupt die fortschreitende Säkularisierung weichten dieses Milieu zunehmend auf.
Andererseits wurde die kirchliche Jugendarbeit zunehmend der Ort, wo man kritische Gedanken äußern und ein Stück weit leben konnte. Das brachte der kirchlichen Jugendarbeit ab den 1970er Jahren Zulauf, bis hin in die 1980er-Jahre zu den kritischen Basisgruppen. Diese Jugendarbeit war damit „Oase“, aber auch „Nische“ – wesentlich getragen durch ehrenamtliche Arbeit, unterstützt, aber auch oft initiiert durch hauptamtliche Mitarbeiter. Die demokratische ehrenamtliche Vertreterstruktur nicht zuletzt gegenüber Kirche, aber auch zur eigenen Bestimmung von Form und Inhalt gewann an Gewicht.
Denn sie hatte es in der Amtskirche oft auch schwer, die neuen Ansätze in missionarischer Richtung genauso wie in sozialdiakonischer Richtung wurden keineswegs nur freudig begrüßt.
Der Weg der Kirchen in der DDR zwischen Anpassung und Widerstand, zwischen religiösem Rückzug „christliche gebundener Bürger“ (CDU-Ost) und „kritischer Solidarität“ (Propst Dr. H. Falcke), zwischen oft noch von monarchischem Denken geprägter Verweigerung und apolitischer „Gemeinschaft der Jünger Jesu“, diese Konflikte der „Kirche im Sozialismus“ wurden in der Jugendarbeit immer wieder am deutlichsten. Und die Kirchenleitungen suchten den Weg zwischen einer „Beschützerin“ der Jugendarbeit und der Unterwerfung unter staatliche Auflagen. Dieses Verständnis, das aufweichende kirchliche Milieu, der staatliche Druck und die allgemeine Zunahme der Unverbindlichkeit Jugendlicher brachten auch in der kirchlichen Jugendarbeit zunehmend Probleme – die Arbeit der klassischen verbandlichen Ehrenamtlichen wurde weniger. Zugleich erwuchs ein größer werdendes Potential gesellschaftlich engagierter Laien und auch hauptamtlicher Mitarbeiter, das letztlich in der „friedlichen Revolution“ 1989 mündete, wo gerade wieder die Jugendarbeit fast durchgehend „mitmischte“ und ihre gelebte Erfahrung in Demokratie, Selbstbestimmung und Kommunikation einbrachte.
Die Kirchen hatten auch ihre eigenen gemeindepädagogischen Ausbildungen aufgebaut, deren Qualität trotz ungünstiger äußerer Bedingungen sehr hoch war; diese Abschlüsse wurden im Vergleich zu den Altländern fast durchweg als Fachhochschul-Diplom anerkannt.

### Westdeutschland
In Westdeutschland waren die Angebote der kirchlichen Jugend vor allem auf dem Land lange Zeit oft die einzigen speziellen Angebote für Kinder und Jugendliche überhaupt, was besonders hohe Teilnahmezahlen in den 1970er Jahren zufolge hatte. Dies änderte sich spätestens in den 1980er Jahren durch erweiterte Angebote anderer Vereine und den Kommunen, aber auch durch Kinderprogramme im Fernsehen etc.

## Selbstvertretung
Die Evangelische Jugend repräsentiert sich größtenteils durch Jugendkammern, Landesjugendkonvente und Kreisjugendkonvente. Diese sind neben der Selbstvertretung oft auch für Netzwerkarbeit, finanzielle Förderung und kirchliche Jugendpolitik verantwortlich. 
Die Evangelische Jugend ist heute in den meisten Gremien für Jugendarbeit vertreten und stellt oft Entscheidungsträger und Berater für die inhaltliche Ausrichtung von Jugendarbeit.